# Острый Камень (Липецкая область)
О́стрый Ка́мень — село Остро-Каменского сельсовета Лев-Толстовского района Липецкой области.
Стоит на дороге, которая соединяется Лебедянское шоссе со Львом Толстым.
Возник, видимо, не позднее начала XVIII века, так как в 1792 году в селе построили Никольскую церковь (ныне ).
Название связано со старинным каменотесным промыслом: «Около него [села] есть также обнажения девонской системы и жерновых песчаников, вследствие чего в нем развилась выделка жерновов и вообще каменотесный промысел» .
Ранее село было центром Остро-Каменского сельского совета (отсюда его название), однако позже, скорее всего, в 1990-х годах, административная функция перешла селу Золотухе в связи с его развитием.

## Население
| 1859 | 1897 | 1906 | 2000 | 2010 |
| ---- | ---- | ---- | ---- | ---- |
| 735  | ↘661 | ↗813 | ↘177 | ↗190 |